# 마크 아널드
마크 아널드(Mark Arnold, 1957년 5월 23일 ~ )는 미국의 배우이다. 

## 영화
- 캐시트럭 (2021년) - 수퍼 역
- 라이드 (2018년)
- 블레이드 러너 2049 (2017년) - 면접관 역
- 외계납치 (2016년)
- 거대 불개미의 습격 (2016년)
- 지니어스 (2016년) - 보트 선장 역
- 플로렌스 (2016년)
- 이웃집 남자 (2014년)
- 더 건러너 빌리 칸 (2013년)
- 유 러브 미 (2012년)
- 하드 사일런스 (2011년)
- 포 더 모멘트 (2010년)
- 리컨실리에이션 (2009년)
- 에이프릴 샤워즈 (2009년)
- 에얼리언 인카운터 (2008년)
- 패스트 걸 (2008년)
- 네고시에이션스 (2007년) - 톰 역
- 파덴에이브 (2007년) - 의사 역
- 페이스 오브 디 에너미 (2006년)
- 위기의 주부들 (2004년)
- 브래스드 오프 (1996년)
- 트랜서 5 (1995년)
- 트랜서 4 (1994년)
- 판도라의 상자 (1994년)
- 틴 울프 (1985년)
- 원 라이프 투 리브 (1968년)